# Ordem dos Irmãos de Nossa Senhora de Belém
A Ordem dos Irmãos de Nossa Senhora de Belém (Latim: Ordo Fratrum Bethlemitarum), (sigla O.F.B.), também chamados de Irmãos de Belém ou Betlemitas, é uma ordem religiosa católica mendicante fundada no ano de 1656 por São Pedro de Betancur. A ordem religiosa Betlemitas foi a primeira a nascer nas Américas.

## História

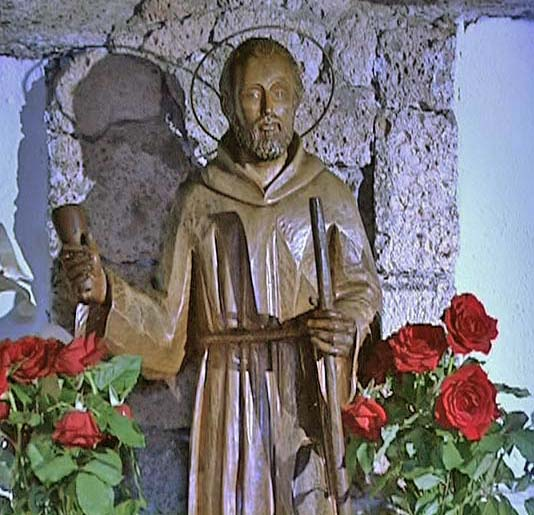
São Pedro de Betancur, fundador da Ordem.

A Ordem dos Irmãos de Nossa Senhora de Belém foi fundada na Guatemala em 1658 pelo terciário franciscano natural das Ilhas Canárias São Pedro de San José de Betancur (1619-1667) como uma irmandade para a evangelização dos índios, de assistência aos pobres e às crianças doentes e abandonadas.
A Coroa espanhola aprovou a fundação no dia 2 de Maio de 1667 permitindo que os membros construíssem o Antigo Hospital de Nossa Senhora de Belém.
Sob a liderança do irmão Frei António da Cruz, que sucedeu a São Pedro de Betancur como superior geral da fraternidade, os Irmãos Betlemitas transformaram-se em religiosos mendicantes de votos solenes submetidos à Regra de Santo Agostinho (embora seu fundador fosse um franciscano) e, pouco depois, a fraternidade foi aprovada pelo Papa Inocêncio XI enquanto ordem religiosa com a bula pontifícia a 26 de Março de 1687 e reiterada pelo Papa Clemente XI a 3 de Abril de 1710.

## Renascimento da Ordem

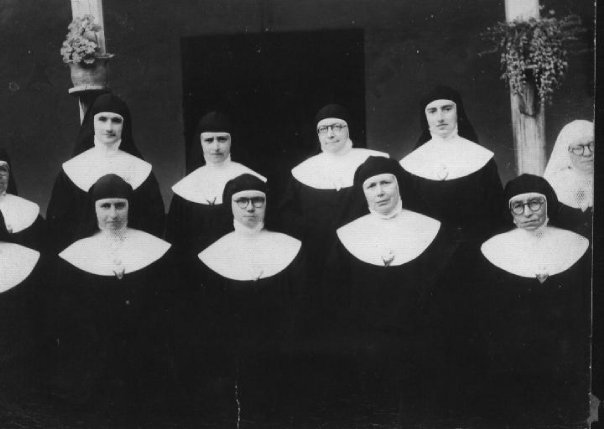
Retrato das Irmãs Betlemitas (anos 40).

Desaparecida em 1820, a espiritualidade da Ordem dos Irmãos de Belém foi resgatada pela madre superiora Beata Encarnación Rosal (1815-1886) que, em 1861, fundou o ramo feminino da ordem sob o nome de Instituto das Irmãs Betlemitas Filhas do Sagrado Coração de Jesus. Por seu lado, o ramo masculino foi restaurado em 1984 pelo próprio Papa João Paulo II que, em 2002, canonizou o fundador da Ordem.
A 31 de Janeiro de 2005, a Ordem dos Irmãos de Nossa Senhora de Belém contava com tinha sete religiosos e dois conventos.